# RDS-6
RDS-6 (sau Joe-4, denumirea data de Statele Unite) a fost primul test sovietic al unui dispozitiv cu degajare de energie prin fuziune nucleară, precursorul bombei cu hidrogen sovietice. Nu a fost vorba de o bombă cu hidrogen în adevăratul sens al cuvântului, deoarece dispozitivul utiliza o schemă în care fisiunea și fuziune aveau loc în "blaturi" (Sloika, Слойка, numele unui tort cu blaturi rusesc).
Testul a avut loc pe 12 august 1953.